# Iserlohn
Iserlohn er en by i Tyskland, nærmere bestemt i Nordrhein-Westfalen. I 2005 har byen 101.568 indbyggere, og et areal på 125,5 km².